# Ikeda Terumasa

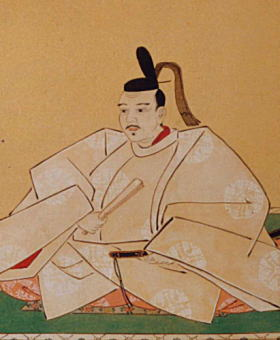
Ikeda Terumasa

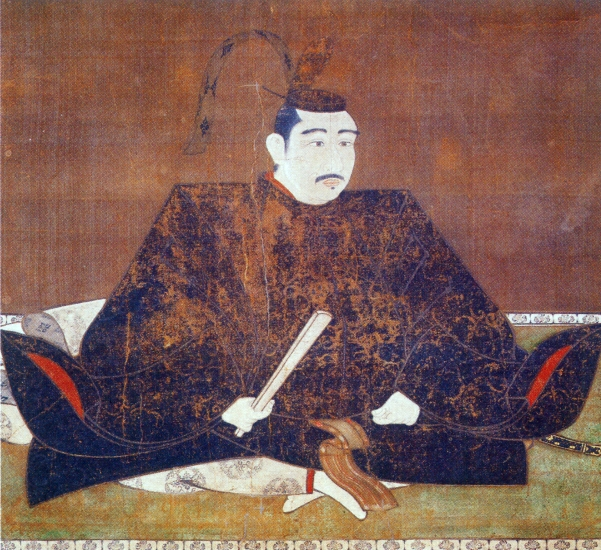
Ikeda Terumasa

Ikeda Terumasa (jap. 池田 輝政; * 1564; † 1613), Sohn und Erbe von Ikeda Tsuneoki (eigentlich Nobuteru), war der Daimyō (regionaler Feudalherrscher) von Himeji zur Zeit der Einigung Japans unter den Tokugawa-Shōgun. 

## Leben und Wirken
Ikeda Terumasa war Besitzer der Burg Ikejiri in der Provinz Mino und unterstützte wie sein Vater den Feldherrn und Politiker Toyotomi Hideyoshi, unter anderem beim Komaki-Feldzug von 1584, bei dem sein Vater getötet wurde. Nach dem Gebietstausch zwischen Toyotomi und Tokugawa Ieyasu, dem späteren Shōgun Japans, im Jahre 1590 siedelte er sich in Yoshida in der Provinz Mikawa an.
1594 heiratete Terumasa eine der Töchter von Tokugawa Ieyasu. Nach dem Tode Hideyoshis wechselten die Ikedas auf die Seite Ieyasus, den er auch in der Schlacht von Sekigahara 1600 unterstützte, in welcher er über 4.000 Soldaten anführte. Im September des Jahres wandte er sich gegen seinen Rivalen Fukushima Masanori. Nach dem Ende der Schlacht von Sekigahara erhielt Terumasa das Lehen Himeji von 520.000 Koku in der Provinz Harima mit der Burg Himeji, die er stark ausbaute, als Zentrum.
1603 wurde das Herrschaftsgebiet der Ikedas um Bizen erweitert, das er seinem ältesten Sohn Ikeda Toshitaka übertrug. Zum Zeitpunkt des Todes Ikeda Terumasas regierte die Familie über Harima, Bizen, Inaba und Awaji, ihr Gesamteinkommen daraus erreichte etwa eine Million Koku. Für seine hervorragenden Fähigkeiten wurde er im gesamten Reich als Shōgun von Westjapan (西国将軍, nishikoku shōgun) bekannt.